# Lý Tiểu Lộ
Lý Tiểu Lộ (sinh ngày 30 tháng 9 năm 1981) là nữ diễn viên Trung Quốc. Năm 17 tuổi, cô là diễn viên trẻ nhất từng nhận giải thưởng Kim Mã lần thứ 35 cho vai nữ chính xuất sắc nhất trong phim Thiên Dục.

## Tiểu sử

### Gia đình
Lý Tiểu Lộ có nguyên quán tại An Khánh, An Huy nhưng lớn lên tại Bắc Kinh. Tuổi thơ của cô xoay quanh khoảng sân của Hãng phim Tháng 8 do ông ngoại cô là giám đốc của hãng phim này.
Mẹ cô, bà Trương Vỹ Hân mang hai dòng máu Trung - Nga là nữ diễn viên nổi tiếng trong thập niên 80 với các phim Cần cẩu bay (1982), Hương Âm (1983)... Bà được sinh ra tại Cáp Nhĩ Tân, Trung Quốc. Năm 1971, bà gia nhập đoàn ca múa của Quân đoàn Đường sắt Quân đội Giải phóng Nhân dân. Năm 1985, bà vào vai Ngũ Nương trong bộ phim A Good Woman và nhận giải Nữ diễn viên ấn tượng nhất tại Liên hoan Phim Quốc tế Karlovy Vary lần thứ 25 năm 1986.
Lý Tiểu Lộ tốt nghiệp Học viện Beijing-U.S.A. College of English (北京美国英语语言学院) ở Bắc Kinh, Trung Quốc.

## Sự nghiệp
Năm 1984, khi 3 tuổi, cô đóng vai chính Khổng Tử trong bộ phim Thời Đại Thanh Thiếu Niên Khổng Tử. Năm 1985, cô có vai chính trong phim điện ảnh đầu tay Island.
Năm 1986, Lý Tiểu Lộ đóng cùng với Chu Thời Mậu (朱时茂) trong phim truyền hình Tôi chỉ 3 lần rơi nước mắt (I only cried three times). Đây là một bộ phim truyện của đạo diễn Kỳ Cầm Cao Oa và có sự tham gia của Bàng Siêu, Chu Thời Mậu, Đinh Nhất, Trương Vỹ Hân và Lý Tiểu Lộ.
Năm 1998, bộ phim điện ảnh Thiên dục do Lý Tiểu Lộ đóng vai chính được ra mắt, trong phim cô vào vai nữ chính là cô gái trẻ Văn Tú nhưng đầy bi kịch, với bộ phim này cô đã giành được giải Kim Mã cho Nữ diễn viên chính xuất sắc nhất lần thứ 35, Giải Nữ diễn viên chính xuất sắc nhất tại Liên hoan phim Châu Á lần thứ nhất ở Watertown, Pháp.
Năm 2000, cô đóng vai chính trong bộ phim Đều Là Họa Của Thiên Sứ của đạo diễn Mộng Kế (梦继), trong đó cô đóng vai y tá trẻ hoạt bát Lâm Tiểu Như.
Năm 2005, Lý Tiểu Lộ đoạt giải nữ diễn viên chính xuất sắc nhất tại Liên hoan phim quốc tế Romania với bộ phim hợp tác Trung-Nhật có tên About Love (关于爱).
Năm 2007, cô tham gia đóng phim truyền hình thuộc đề tài thanh thiếu niên có tựa đề Phấn đấu (奋斗) được chuyển thể từ tiểu thuyết cùng tên của tác giả Thạch Khang (石康) và nhận được sự hoan nghênh bất ngờ. Đây được coi là tác phẩm tiên phong của phim truyền hình hiện đại Trung Quốc và vai diễn Dương Hiểu Vân (杨晓芸) của Lý Tiểu Lộ trong phim đã ghi dấu ấn với khán giả. Tại Liên hoan nghệ thuật truyền hình Kim Ưng cùng năm, Lý Tiểu Lộ có phần trình diễn múa mở màn và được phong danh hiệu Nữ thần Kim Ưng.
Năm 2011, Lý Tiểu Lộ tham gia bộ phim truyền hình cổ trang Mỹ Nhân Thiên Hạ, bộ phim cổ trang đầu tiên của cô sau sáu năm. Sau đó, cô xuất hiện trong các loạt phim về gia đình như My Mom and My Mother-in-Law, Phong cách sống AA và We Love You, Mr. Jin, khẳng định vị thế "con dâu quốc dân". Với bộ phim We Love You, Mr. Jin, cô đã giành được giải Hoa Đỉnh cho đề cử Nữ diễn viên chính xuất sắc nhất.
Năm 2013, cô tham gia bộ phim Tư nhân đính chế của đạo diễn Phùng Tiểu Cương do Hoa Nghị huynh đệ đầu tư sản xuất, trong phim cô thể hiện nhiều vai khác nhau.

## Đời tư
Ngày 31 tháng 3 năm 2012, cô nhận lời cầu hôn của nam diễn viên Giả Nãi Lượng sau khi được anh quỳ gối và trao tặng chiếc nhẫn kim cương.
Ngày 6 tháng 7 năm 2012, cặp đôi tổ chức đám cưới tại Bắc Kinh. Ngày 23 tháng 10 năm 2012, Lý Tiểu Lộ sinh con gái Giả Vân Hinh nặng 2,9 kg với biệt danh Tiểu Điềm Hinh.
Ngày 31 tháng 12 năm 2017, Lý Tiểu Lộ bị cáo buộc ngoại tình với nam rapper PG ONE và qua đêm với anh ta. Sau đó đoạn video thân mật của cả hai cũng bị tung lên mạng.
Vào ngày 14 tháng 11 năm 2019, studio của chồng cô, nam diễn viên Giả Nãi Lượng đưa ra thông báo đã ly hôn. Ngày hôm sau, Lý Tiểu Lộ đăng một bài báo dài trên Weibo, kể chi tiết về hành trình tinh thần của bản thân trong hơn một năm qua.

## Tai tiếng

### Sự kiệnThêm dầu vào lửa
Vào tháng 2 năm 2012, nữ diễn viên Biên Tiêu Tiêu đã công khai tố cáo nam diễn viên Ấn Tiểu Thiên đánh cô trên phim trường. Sau đó, nam diễn viên Đỗ Thuần, Lý Thần, Giả Nãi Lượng, nữ diễn viên Dương Tử, Lý Tiểu Lộ và những người khác đã buộc tội Ấn Tiểu Thiên và yêu cầu anh ta xin lỗi. Tuy nhiên, video giám sát đã chứng minh rằng Ấn Tiểu Thiên không đánh ai. Lý Thần và những người khác vẫn buộc tội Ấn Tiểu Thiên. Cơ hội trở thành đại diện thương hiệu cho nhãn hàng HEILAN HOME của anh đã rơi vào tay nam diễn viên Đỗ Thuần.

### Phẫu thuật thẩm mỹ
Lý Tiểu Lộ liên tục nhận các cáo buộc đã phẫu thuật thẩm mỹ nhưng bản thân cô không lên tiếng bình luận về vấn đề này. Vào tháng 9 năm 2013, Lý Tiểu Lộ đã đăng một số bức ảnh tự chụp lên Weibo, thu hút nhiều bình luận của cư dân mạng đặt nghi vấn về diện mạo khác lạ của cô. Sau đó cô tức giận xóa bài đăng cũ và chụp một bức ảnh khác cùng lời bình đính kèm để đáp trả ý kiến của cư dân mạng: "Sau khi xem những bức ảnh của những người đã công kích tôi, cuối cùng tôi cũng biết tại sao trong lòng họ lại không vui như vậy."

### Sự kiện qua đêm
Năm 2017, nữ diễn viên bị cáo buộc ngoại tình với nam rapper kém tuổi có nghệ danh là PG ONE. Lý Tiểu Lộ nói với chồng là cô đi làm tóc, nhưng thực sự đã qua đêm với PG One. Sự kiện được gọi là "dẫn người tình về qua đêm" ("夜宿門事件"). Do đó cũng gây ra tranh cãi rộng rãi về giới nghệ sĩ hip-hop, được cư dân mạng đại lục đặt biệt danh cho Lý Tiểu Lộ là "Bình Hi Vương" (tạm dịch nghĩa là Vua dẹp giới hip-hop), có nghĩa là Lý Tiểu Lộ đã khiến nhiều nghệ sĩ hip-hop bị ảnh hưởng, có thể bị cấm hoạt động.

## Danh sách đĩa hát

### Album
- Ngày 27 tháng 5 năm 2005 Thiên thân tinh nghịch của tôi (我的淘气天使)

1. 我的淘气天使
2. 离开地球表面
3. 最美的呼吸
4. Blue Sky
5. 不是吗
6. 小鹿乱撞
7. 说好了
8. 爱情魔力
9. 牵着你的手
10. 主宰

- Ngày 11 tháng 11 năm 2008: Oriental Beauty (东方美EP)

1. 爱的无可救药
2. 东方美
3. 我们的小幸福
4. 小小的甜蜜

## Chương trình truyền hình
- 2015 Run For Time

## Phim đã đóng
- 1998: Thiên Dục
- 2005: Thích Tử Thặng Long (khi phát hành tại Việt Nam có tên là Chuyện tình ở Phi Long Thiên Trì hay Long Nữ Anh Hùng) với vai Phỉ Thuý/Thủy Linh Lung.
- 2009: Siêu năng lực
- 2010: Lạc lối
- 2011: Mỹ nhân thiên hạ
- 2012: We love you, Mr.Jin
- 2015: Đứa con đến từ thiên đường
- 2015: The Vanished Murderer
- 2016: A Detective Housewife
- 2017: Thời đại niên thiếu của chúng ta